# Rajon Altschewsk
Der Rajon Altschewsk (ukrainisch Алчевський район/Altschewskyj rajon; russisch Алчевский район/Altschewski rajon) ist ein ukrainischer Rajon mit etwa 400.000 Einwohnern. Er liegt in der Oblast Luhansk und hat eine Fläche von 2006 km², der Verwaltungssitz befindet sich in der namensgebenden Stadt Altschewsk.
Er ist derzeit durch die Volksrepublik Lugansk besetzt und steht somit nicht unter ukrainischer Kontrolle, aus diesem Grund besteht der Rajon nur de jure und nicht de facto.

## Geographie
Der Rajon liegt im Südwesten der Oblast Luhansk und grenzt im Norden an den Rajon Sjewjerodonezk, im Nordosten an den Rajon Schtschastja, im Osten an den Rajon Luhansk, im Südosten an den Rajon Rowenky, im Südwesten an den Rajon Horliwka (in der Oblast Donezk gelegen) sowie im Westen an den Rajon Sjewjerodonezk.

## Geschichte
Der Rajon entstand am 17. Juli 2020 im Zuge einer großen Rajonsreform durch die Vereinigung der Rajone Perewalsk, Popasna (östliche Teile) und Slowjanoserbsk mit den bis dahin unter Oblastverwaltung stehenden Städten Altschewsk, Stachanow, Brjanka, Kirowsk (Holubiwka) und Perwomajsk.

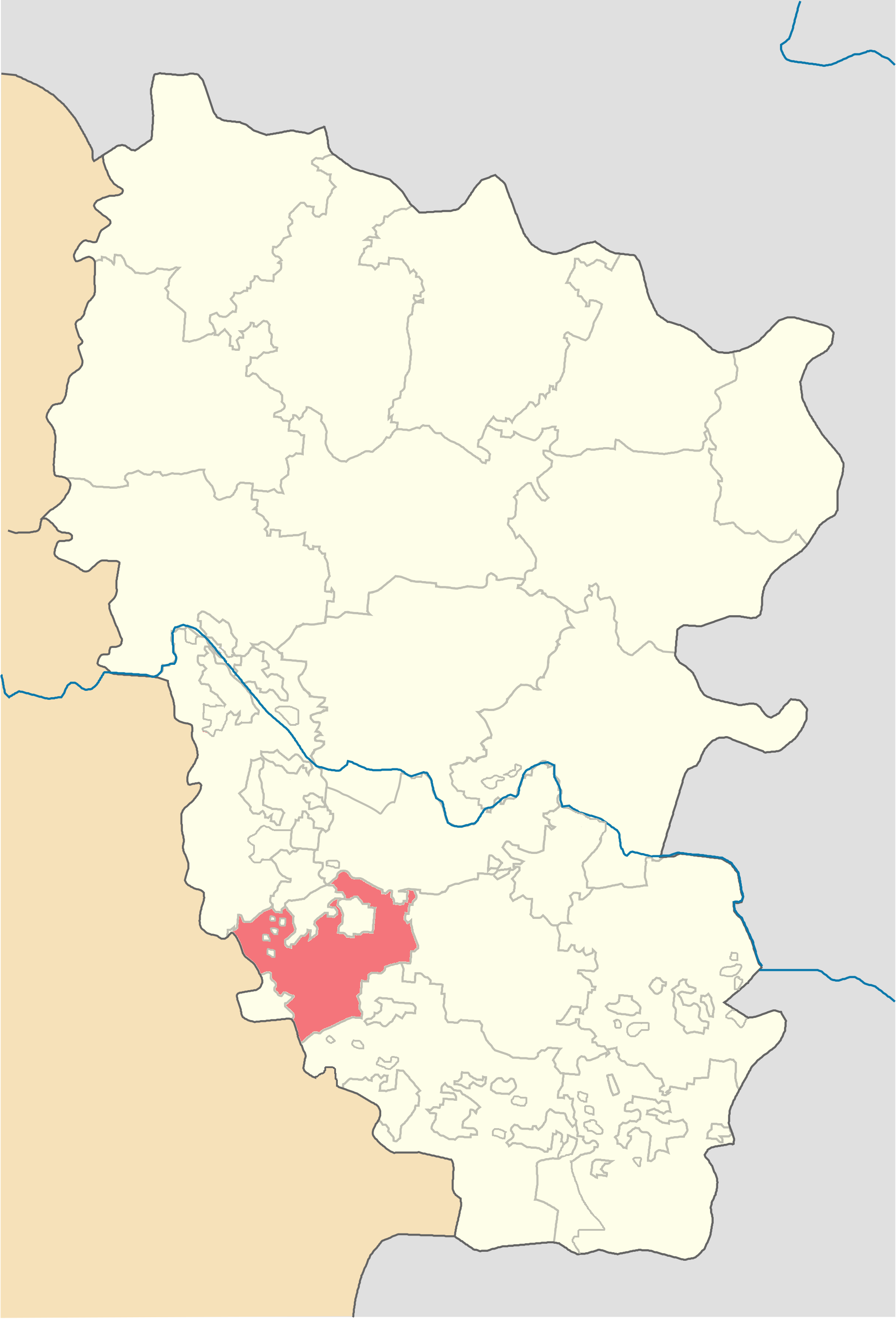
Rajon Perewalsk bis Juli 2020
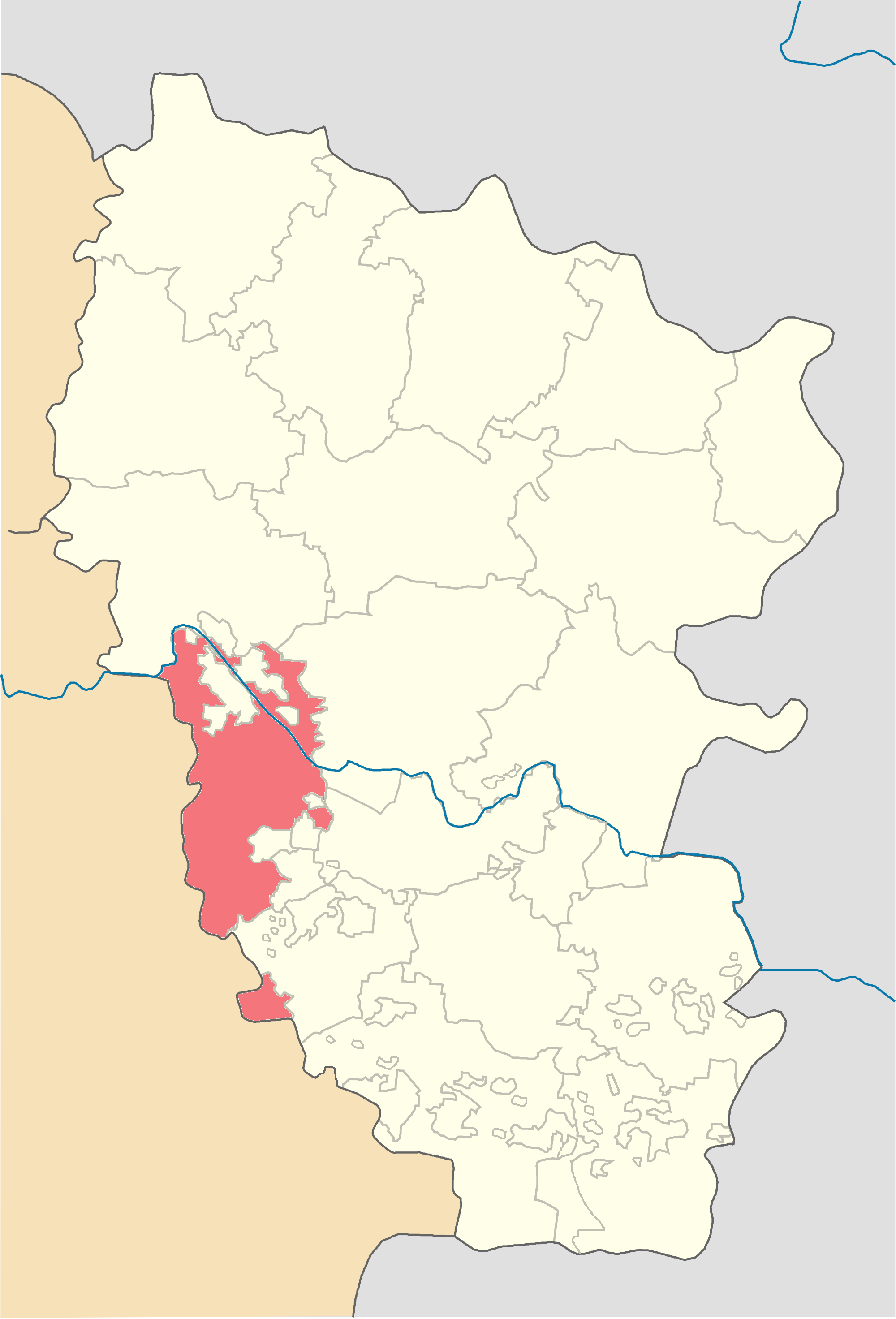
Rajon Popasna bis Juli 2020
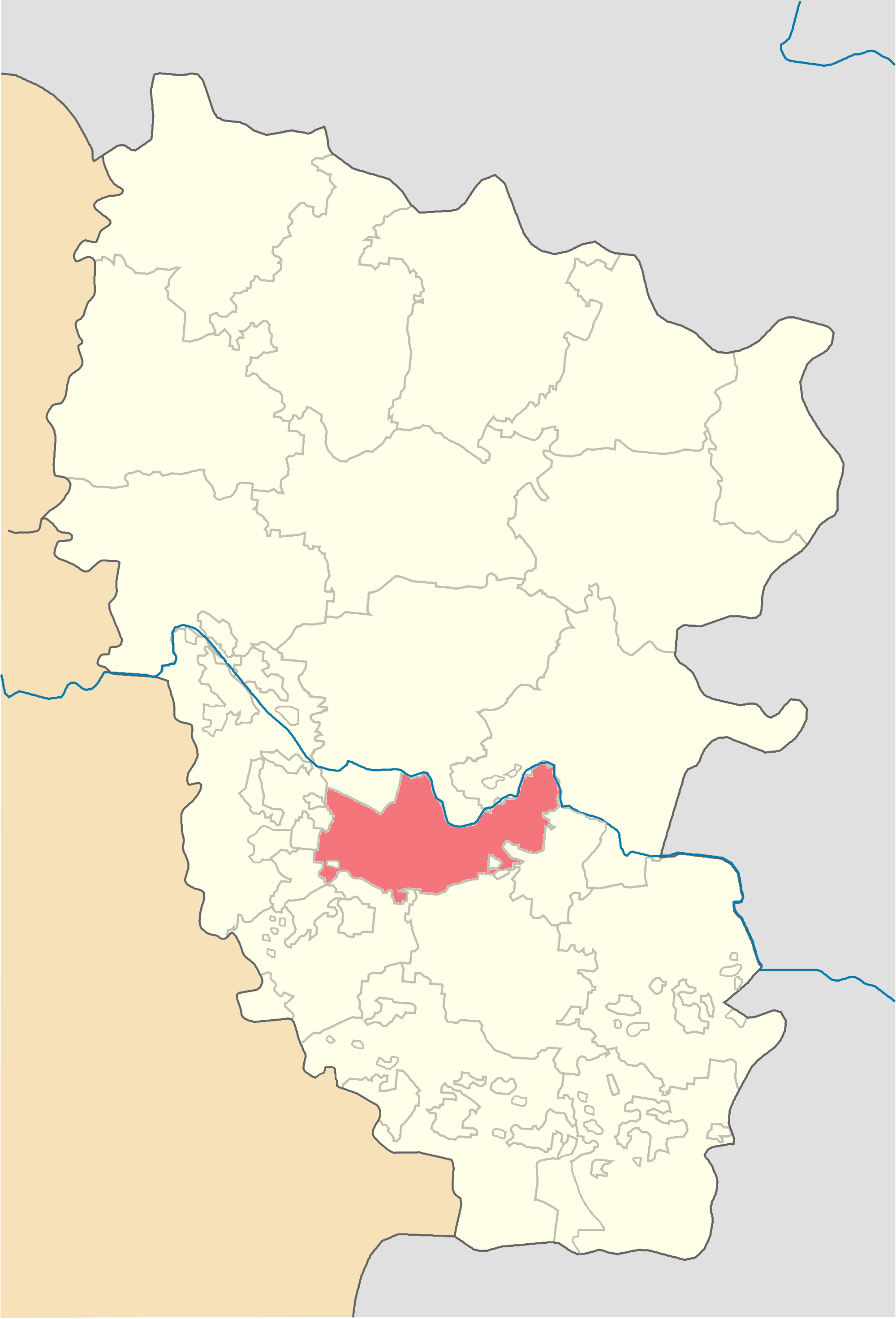
Rajon Slowjanoserbsk bis Juli 2020
Rajonsgebiet ab Juli 2020

## Administrative Gliederung
Auf kommunaler Ebene ist der Rajon in 3 Hromadas (3 Stadtgemeinden) unterteilt, denen jeweils einzelne Ortschaften untergeordnet sind.
Zum Verwaltungsgebiet gehören:
- 11 Städte
- 25 Siedlungen städtischen Typs
- 40 Dörfer
- 15 Ansiedlungen

Die Hromadas sind im Einzelnen:
- Stadtgemeinde Altschewsk
- Stadtgemeinde Symohirja
- Stadtgemeinde Kadijiwka